# Россошь
Ро́ссошь — город (с 1923) в Воронежской области Российской Федерации. Административный центр Россошанского района. Образует муниципальное образование городское поселение город Россошь как единственный населённый пункт в его составе. Населённый пункт воинской доблести.
Население — 59 568 чел. (2025).

## География
Название происходит от старославянского «россошь» — рассоха, развилка реки. Город находится в месте, где река Чёрная Калитва принимает приток, а при движении вверх по течению здесь создаётся впечатление раздвоения русла, образования рассохи.
Расположен на левом берегу реки Чёрная Калитва (бассейн реки Дон) при впадении в неё реки Сухая Россошь. Крупная узловая железнодорожная станция Россошь Юго-Восточной железной дороги — находится в 214 км к югу от Воронежа на линии Воронеж-Ростов, с ответвлением на станцию Ольховатка.

### Климат
Климат умеренно континентальный с умеренно холодной зимой и жарким летом.
- Среднегодовая температура воздуха — 8,0 °C
- Относительная влажность воздуха — 66,9 %
- Средняя скорость ветра — 3,9 м/с

| Показатель                            | Янв. | Фев. | Март | Апр. | Май  | Июнь | Июль | Авг. | Сен. | Окт. | Нояб. | Дек. | Год |
| ------------------------------------- | ---- | ---- | ---- | ---- | ---- | ---- | ---- | ---- | ---- | ---- | ----- | ---- | --- |
| Средняя температура, °C               | −6,5 | −5,4 | −0,3 | 9,2  | 17,6 | 20,2 | 22,5 | 21,6 | 15,2 | 7,6  | −1,2  | −4,9 | 8,0 |
| Источник: NASA. База данных RETScreen |      |      |      |      |      |      |      |      |      |      |       |      |     |

### Животный мир
Благодаря нетронутым лесам в окрестностях города до сих пор можно увидеть таких зверей, как кабан, косуля. Из крупных птиц можно наблюдать аистов, ястребов. В самом городе распространены голуби, ласточки и стрижи.

## История
Первое официальное упоминание о слободе Россошь датируется 1721 годом в церковной ведомости.
В XVIII веке принадлежала Тевяшовым, затем Чертковым.
В 1834 году построен новый каменный Крестовоздвиженский собор. В советское время в здании разместился завод прессовых изделий. С начала 2000-х годов в перестроенном здании располагается супермаркет.
На 1865 год Россошь располагалась в устье реки Россошь. На юго-востоке находилась Евстратовка, на севере — Поповка. На противоположном берегу реки Чёрная Калитва находилась Морозовка.
В 1876 году в слободе Россошь при содействии А. Д. Черткова, на средства прихожан, по проекту архитектора Буренина была построена церковь-колокольня Александра Невского.
В 1871 году в 5 верстах от Россоши была построена железнодорожная станция Михайловка (с 1904 года Евстратовка), а в 1926 году была переименована в станцию Россошь. Торговое значение Россоши резко возрастает: появляются новые лавки, магазины, склады для зерна и других продуктов. В конце XIX века через станцию ежегодно проходило порядка 700 тысяч пудов зерна.
На 1890 год слобода Россошь являлась центром Россошанской волости Острогожского уезда Воронежской губернии.

### Революция. Советский период
Статус города присвоен в ходе административно-территориальной реформы РСФСР в 1923 году.
С 1923 по 1928 год Россошь становится центром образованного Россошанского уезда. С 1928 по 1930 год — центром Россошанского округа Центрально-Чернозёмной области.
Образованный в 1928 году, Россошанский район входит в 1934 году в образованную Воронежскую область.
Во время Великой Отечественной войны через станцию Россошь шло снабжение итальянского альпийского корпуса и 24-го немецкого танкового корпуса. Здесь же находились штаб и часть резервов альпийского корпуса, дивизии которого занимали оборону на правом берегу Дона: от Новой Калитвы до Верхнего Карабута. Потеря Россоши для противника означала крушение правого фланга группировки немецких, венгерских и итальянских войск, насчитывавшей более 250 тысяч солдат и офицеров. Бои за станцию и город имели стратегическое значение; в январе 1943 года они были освобождены советскими войсками в результате Острогожско-Россошанской операции.
В 1954 году в состав города включен посёлок городского типа Евстратовский, возникший при железнодорожной станции Россошь (Евстратовка).
В 2014 году городу присвоено почётное звание Воронежской области «Населённый пункт воинской доблести».

Памятник Острогожско-Россошанской операции
Мемориальная плита памятника
План слободы Россоши, XIX век

## Население
| 1859    | 1897    | 1926    | 1931    | 1939    | 1959    | 1967    | 1970    | 1979    | 1986    |
| ------- | ------- | ------- | ------- | ------- | ------- | ------- | ------- | ------- | ------- |
| 5544    | ↗8772   | ↗16 300 | ↗20 500 | ↘17 200 | ↗30 184 | ↗34 000 | ↗36 438 | ↗44 019 | ↗53 000 |
| 1987    | 1989    | 1992    | 1996    | 1998    | 2000    | 2001    | 2002    | 2003    | 2005    |
| ↗55 000 | ↗57 029 | ↗59 300 | ↗63 400 | ↗63 900 | ↗64 300 | ↗64 400 | ↘62 923 | ↘62 900 | ↘62 400 |
| 2006    | 2007    | 2008    | 2009    | 2010    | 2011    | 2012    | 2013    | 2014    | 2015    |
| ↘62 100 | ↘62 000 | ↗62 100 | ↘61 754 | ↗62 865 | ↗62 900 | ↘62 752 | ↘62 507 | ↗62 538 | ↗62 688 |
| 2016    | 2017    | 2018    | 2020    | 2021    | 2025    |         |         |         |         |
| ↘62 680 | ↗62 884 | ↘62 827 | ↘62 625 | ↘60 879 | ↘59 568 |         |         |         |         |

На 1 января 2025 года по численности населения город находился на 269-м месте из 1124 городов Российской Федерации. и на 2-м среди городов Воронежской области
Национальный состав
По данным переписи населения 1939 года: украинцы — 69 % или 11 846 чел., русские — 29,3 % или 5020 чел..
По переписи 2010 года: русские — 84,6 %, украинцы — 12,9 %.
По итогам переписи населения 2020 года проживали следующие национальности (национальности менее 0,1 % и другое, см. в сноске к строке «Другие»):
| Национальность | Численность, чел. | Доля     |
| -------------- | ----------------- | -------- |
| Русские        | 56 099            | 92,15 %  |
| Украинцы       | 1062              | 1,74 %   |
| Армяне         | 174               | 0,29 %   |
| Азербайджанцы  | 99                | 0,16 %   |
| Таджики        | 77                | 0,13 %   |
| Другие         | 3368              | 5,53 %   |
| Итого          | 60 879            | 100,00 % |

## Экономика
Основные промышленные предприятия города:
- Химический завод (АО «Минудобрения»)[43][44]
- ООО «Придонхимстрой — известь»[44][45]
- ООО «Росэкопласт»
- ООО «Росагропром»[44]
- Завод прессовых узлов (не работает)
- Бывший электроаппаратный завод (не работает много лет)
- Завод технооснастки
- Кирпичный завод (не работает)
- Мясокомбинат (закрыт/законсервирован)[46]
- Молочный комбинат
- Пищевой комбинат
- Маслодельный завод
- АО «Коттедж-Индустрия» (строительство)
- Локомотивное депо «Россошь» Юго-Восточной железной дороги

Птицефабрика не работает много лет
Объём отгруженных товаров собственного производства, выполнено работ и услуг собственными силами по обрабатывающим производствам за 2007 год — 12,7 млрд рублей.

## Интернет
В сфере предоставления доступа в Интернет в городе выделяются следующие интернет-провайдеры:
- JustLan (АО «КВАНТ-ТЕЛЕКОМ») — интернет по технологиям FTTB.
- ТТК (ЗАО «Компания ТрансТелеКом») — интернет по технологиям FTTB.
- Ростелеком (ПАО «Ростелеком») — интернет по технологиям FTTB.

## Архитектура

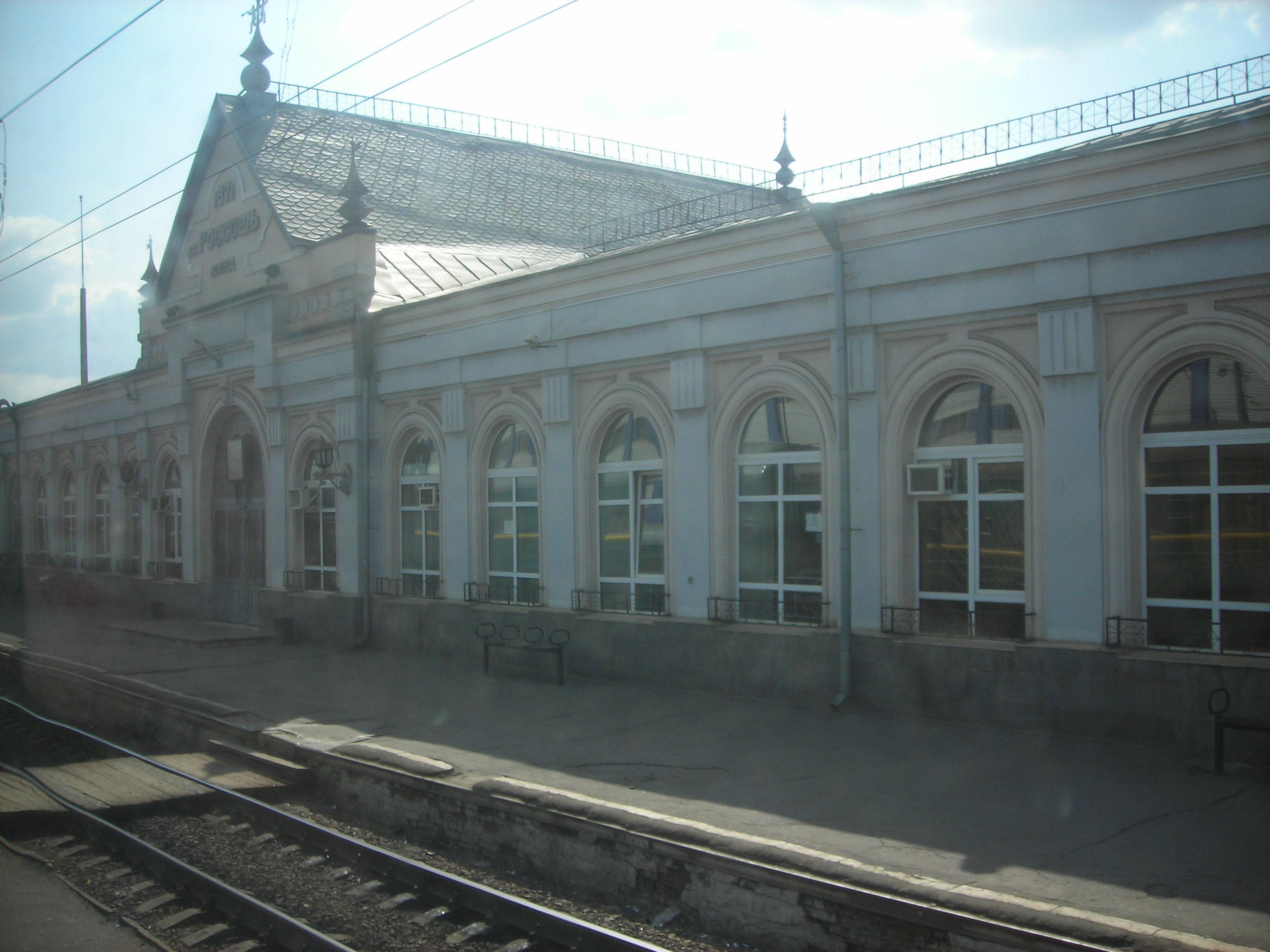
Здание железнодорожного вокзала

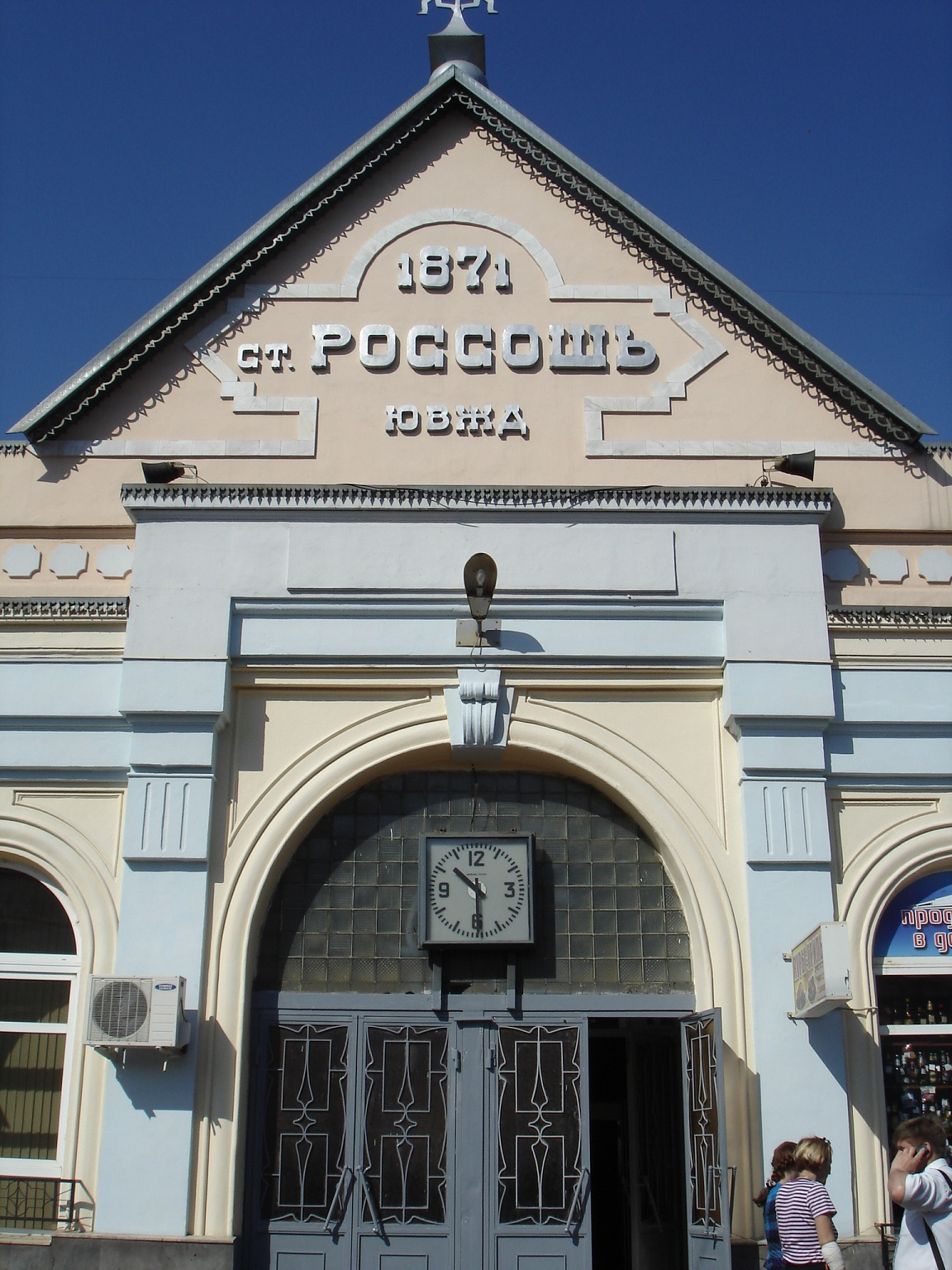
Выход на перрон вокзала

Среди примечательных старых архитектурных сооружений можно выделить железнодорожный вокзал (год постройки 1871-й) и церковь Александра Невского (освящена в 1876 году; охраняемый государством памятник архитектуры XIX века).
В августе 2006 года возле старой церкви для прихожан открыт новый Свято-Ильинский храм. Площадь его фундамента 42x30 метров, высота — более 30 метров. Храм украшают четыре небольших купола и ещё один купол на звоннице. Вес каждого из 9 колоколов храма от 4 килограммов до полутора тонн. Спроектирован и построен храм известными архитекторами П. В. Дудиным и В. М. Захаровым.
В 2008 году новый Свято-Ильинский храм объединён со старым храмом Александра Невского в единый храмовый комплекс.

## Образование
В 1931 году создан птицетехникум, в 1950 году преобразован в мясомолочный техникум, сейчас носит название «Россошанский колледж мясной и молочной промышленности».
В настоящее время в городе функционируют следующие учреждения среднего профессионального образования:
- «Россошанский колледж мясной и молочной промышленности»;
- «Россошанский техникум сельскохозяйственного и строительного транспорта» (бывшее профессиональное училище № 29);
- «Россошанский строительный техникум» (бывший профессиональный лицей № 56);
- «Россошанский химико-механический техникум» (бывший профессиональный лицей № 55);
- «Россошанский медицинский колледж»;
- Россошанский филиал «Губернский педагогический колледж».

## Культура
В Россоши есть несколько местных профессиональных театров: Камерный театр «РАМС», Морозовский народный театр. Также существует целый ряд любительских театров, проводятся театральные фестивали.
Среди местных музеев наиболее интересна постоянная экспозиция краеведческого музея и регулярные выставки местных художников, проводимые в выставочном зале.
Россошь — место проведения крупных культурных мероприятий областного и всероссийского масштаба:
- Два года подряд в Россоши проводился Всероссийский отборочный фестиваль-конкурс детского и юношеского творчества «Роза ветров».
- Регулярный областной фестиваль — конкурс вокальных ансамблей «России славные напевы». Несколько раз на этом конкурсе побеждал местный народный ансамбль русской песни «Россичи».

Местные коллективы хор ветеранов войны и труда «Славянка», Новокалитвенский хор, Евстратовский академический хор, ансамбль русской песни «Россичи», танца «Раздолье» и «Славяночка» заслужили звания народных коллективов.
Особо известен местный народный ансамбль танца «Раздолье». Среди его регалий — лауреат I степени VIII Международного фестиваля «Роза ветров — 2002», обладатель «Золотой пальмовой ветви» Международного фестиваля в Италии (2003 год), победитель Международного фестиваля в Берлине «Танцевальный Олимп — 2004», лауреат фестиваля «Cosmopolis — 2004» в Греции, лауреат фестиваля народного творчества «Зимняя фиеста — 2006» в Польше.
В Россоши во 2-е воскресенье сентября отмечают День города.
В 2013 г. в Россоши по инициативе настоятеля Свято-Ильинского и Александра-Невского храма о. Романа заместитель главы местной администрации С. Л. Нефёдов принял решение о запрете Дня Нептуна. Это стало первой в новейшей истории России акцией такого рода.

## СМИ
В городе выходят следующие печатные издания:
- «За Изобилие»;
- «Химик Придонья» (корпоративное издание АО «Минудобрения»);
- «Россошь»;
- «Россошанский курьер»;
- «Россошанские ведомости»;
- «Вечерняя Россошь»;

## Спорт
- Среди спортивных сооружений города выделяются несколько объектов, неоднократно принимавших всероссийские соревнования, спорткомплексы:
  - «Химик»,
  - «Строитель»,
  - «Ледовый дворец».
- Радиоклуб[53].
- Футбольный клуб «Химик-Россошь» — победитель первенства России среди ЛФК в зоне «Черноземье» в сезоне-2011/12.
- Клуб по пляжному футболу «Сити Химик» — победитель первого чемпионата России (2005).